# Suffolk Coastal (circonscription britannique)
Pour le district, voir Suffolk Coastal.
Circonscription parlementaire de la Chambre des communes
La circonscription de Suffolk Coastal est une circonscription électorale angalaise située dans le Suffolk, et représentée à la Chambre des communes du Parlement britannique depuis 2010 par Thérèse Coffey du Parti conservateur.

## Géographie
La circonscription comprend:
- Les villes de Felixstowe, Woodbridge, Aldeburgh, Saxmundham, Halesworth et Southwold et Leiston.

## Députés
Les Members of Parliament (MPs) de la circonscription sont:
| Législature                                            | Années       | Député         | Député      | Parti        |
| ------------------------------------------------------ | ------------ | -------------- | ----------- | ------------ |
| Suffolk Coastal issue de Sudbury and Woodbridge et Eye |              |                |             |              |
| 49e                                                    | 1983–1987    |                | John Gummer | Conservateur |
| 50e                                                    | 1987–1992    |                | John Gummer | Conservateur |
| 51e                                                    | 1992–1997    |                | John Gummer | Conservateur |
| 52e                                                    | 1997–2001    |                | John Gummer | Conservateur |
| 53e                                                    | 2001–2005    |                | John Gummer | Conservateur |
| 54e                                                    | 2005–2010    |                | John Gummer | Conservateur |
| 55e                                                    | 2010–2015    | Thérèse Coffey |             | Conservateur |
| 56e                                                    | 2015–2017    | Thérèse Coffey |             | Conservateur |
| 57e                                                    | 2017–2019    | Thérèse Coffey |             | Conservateur |
| 58e                                                    | 2019–Présent | Thérèse Coffey |             | Conservateur |

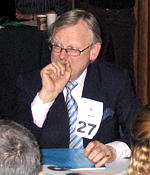
John Gummer (1983-2010)
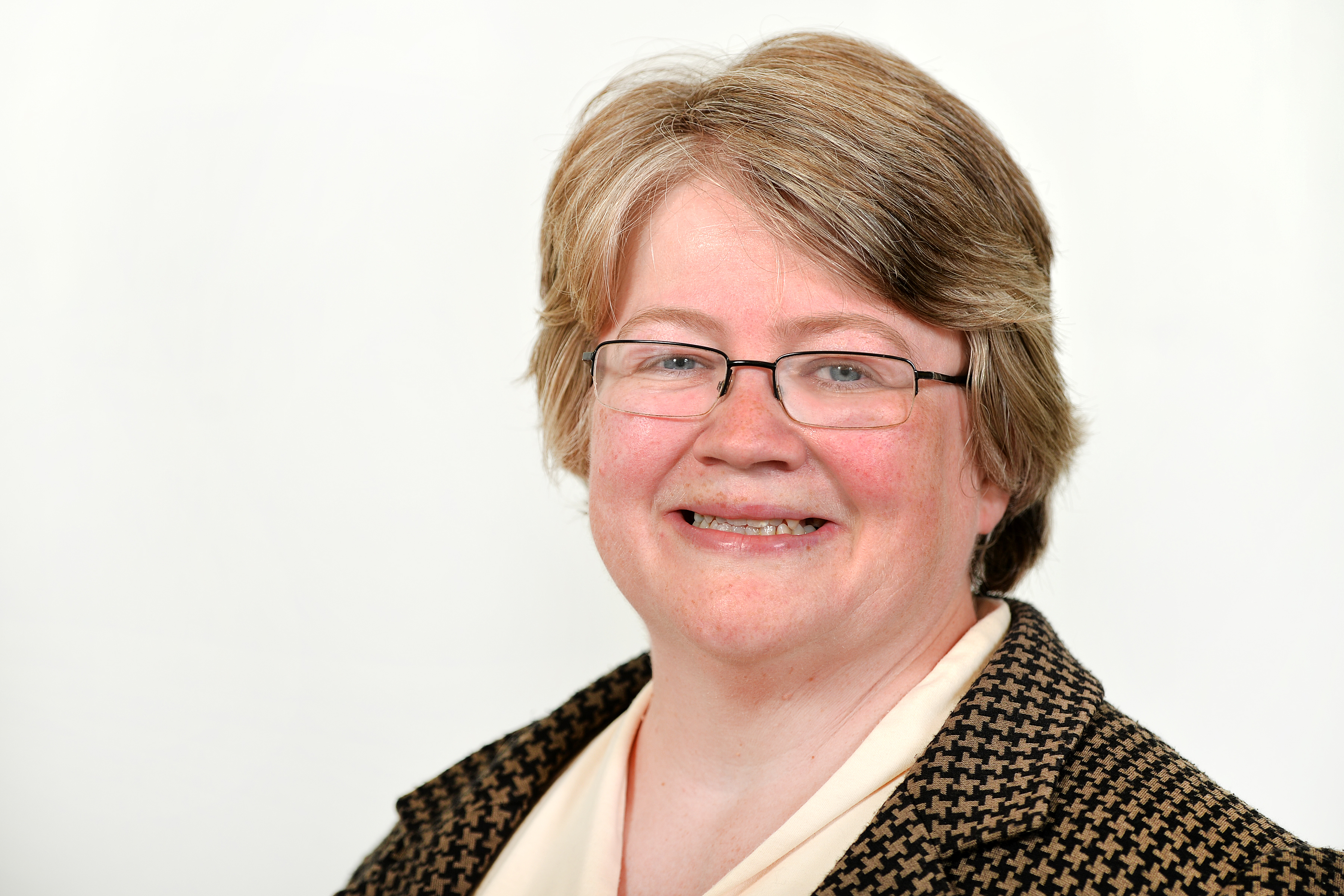
Thérèse Coffey (2010-en cours)